# ルドラの秘宝
『ルドラの秘宝』（ルドラのひほう）は、1996年4月5日に日本のスクウェアから発売されたスーパーファミコン用ロールプレイングゲーム。キャッチコピーは「神への挑戦、16日間。」。
人間族に残された時間が16日間しかない中で、3名の主人公がそれぞれの目的を達成するため行動し、やがて共通の敵を倒すために協力するという内容。3名それぞれ独立したシナリオとなっている他、魔法にあたる「言霊」を自由に作成できる「言霊システム」が特徴的。
製作にはゲームボーイ用ソフト『時空の覇者 Sa・Ga3』（1991年）やスーパーファミコン用ソフト『ファイナルファンタジーUSA ミスティッククエスト』（1992年）を手がけたスクウェア大阪開発部のスタッフの多くが参加し、ディレクターは井出康二、作曲は笹井隆司、キャラクターデザインを雨宮慶太（「クラウド」名義）が行っている。
後にバーチャルコンソール対応ソフトとして、2011年にWii、2015年にWii Uにてそれぞれ配信された。
スーパーファミコン版はゲーム誌『ファミ通』の「クロスレビュー」にてシルバー殿堂を獲得した。

## ゲーム内容

### システム
主人公キャラクターは、シオン、サーレント、リザの3人の中から選択して各視点で3本のシナリオが用意されている。それぞれの話の時間軸は並行しており、別の主人公が起こしたイベントを他の主人公の視点で見たり、時にパーティ同士で助け合ったりなど各章は密接にリンクしている。各主人公のシナリオを同時に進行させる事も可能であり、プレイヤーにある程度の進行の自由を与えている。3人の章を全てクリアすると、それぞれの主人公ごとの終章を経て最終章に移行する。
時間の概念があり、ゲームが進むたびに一定の場所・タイミングで時間が経過する（ゲームの進行度を示したものであり、宿屋などを利用しても経過しない）。
基本的には2DのRPGである。戦闘はターン式で行われ、画面はサイドビューで固定されている。

### 言霊システム
この作品の最も特徴的な要素がこの言霊システムである。言霊とは、あらゆる言葉に宿っている精霊の力を呪文として用いるものであり、「プレイヤーが魔法を作り出す」という画期的かつ斬新なアイディアが盛り込まれている。プレイヤーはメニュー画面の「さくせい」の項目を選ぶと日本語50音に濁音、半濁音などを加えた82文字からカタカナを最大6文字まで使って好きに言葉を並べることができ、どんな単語でも何かしらの効果のある言霊となる。入力は6文字まで、32種類までストックできる。
1文字でも言霊として成立するが、火属性はイグ、風属性はテオなどの基本言霊が存在し、単語の前や後ろに文字を加えてより便利な言霊を模索することもプレイヤーの任意で行える。言霊の効果には一定の法則がある為、強力な言霊を作るために創意工夫するのも醍醐味の一つである。言霊はゲーム中の様々な場所・人から情報を得ることも、敵の使う言霊をそのまま引用して使うこともできる。
また、ドラゴンクエストシリーズ、女神転生、ファイナルファンタジーシリーズなどの有名なゲームの魔法名を入力すると、元作品の効果を模した言霊になる（例えば「ホイミ」、「ディア」、「ケアル」は回復の効果）。

### 属性
この作品には戦闘を大きく左右する要素として属性が存在している。属性には、火⇔水、雷⇔風、陽⇔陰の対となる3組6種、そして地属性と無属性が存在する。無属性の中には、入力した文字がそのまま飛んでいく効果もある。防具が宿している属性と同じ属性の攻撃には強くなり、対となっている属性の攻撃には弱点となる。これらの属性は武器・防具・言霊や、敵の特殊攻撃に付加されており、これらを上手く組み合わせて戦略を立てる事が攻略の近道となる。また、ステータス異常も属性に則して設定されており、以下のようなものがある。尚、ステータス異常の治療には相反する言霊や治療用の言霊をぶつけるか、「ばんのうやく」を使用する。装備した防具の属性がトータルで同じ属性になっていれば対応する異常を防げるほか、すでにステータス異常に罹っている場合は他の異常に一切罹らなくなる。
- 火傷…火属性。自分の行動が終わるごとに最大HPの16分の1のダメージを受ける。
- 凍結…水属性。行動不能になるが、防御力が上昇する。戦闘不能扱いのため全員がこれにかかると全滅。
- 感電…雷属性。制御不能でコマンドを受け付けず、武器攻撃を敵味方ランダムに繰り出す。
- 浮遊…風属性。地属性攻撃を回避することができる。
- 自動回復…陽属性。自分の行動が終わるごとに最大HPの8分の1が回復する。
- 汚染…陰属性。言霊が使えなくなり、さらに能力値が半減する。唯一、戦闘後も効果が持続する。相反する属性の言霊[注釈 2]やばんのうやくでは治療できず、治療用の言霊や「じょうかやく」が必要。言霊によってこの状態異常に冒されることはない。
- 狂戦士…無属性。攻撃力は上がるが防御力が減少し、コマンドを受け付けずに武器でひたすら敵を攻撃し続ける。

### 言霊の効果
作成された言霊は、それぞれの属性の攻撃言霊となる他に、特殊な効果を持つ場合がある。以下にそれぞれの効果を挙げる。
- 回復…HPを回復させる効果であり、アンデッドに対してはダメージを与える。回復量には隠しステータスである「やさしさ」が影響する。
- 治癒…汚染以外の状態異常を治すことができる。
- 復活…気絶しているキャラクターを復活させることができる。
- 自動復活…かけられたキャラクターが気絶した時に、自動的に復活することができる。
- 能力変化…「つよさ」「きようさ」「すばやさ」「かしこさ」「物理防御力」「魔法防御力」のステータスをそれぞれ上下させることができる。魔法防御上昇言霊に属性を付加すると、付加された属性のダメージを半減する効果を発揮する。
- 無効化…敵味方の双方にかけられた魔法効果を消し去る。
- 会心…物理攻撃が必ず会心ヒットになる効果を与える。
- 必中…物理攻撃が必ず命中する効果を与える。
- 無敵…攻撃を一度だけ確実に回避することができる。作品中には該当言霊が登場しない隠し効果。
- 魔法防御…魔法攻撃を一度だけ防御することができる。
- 脱出…ダンジョンや戦闘から脱出する。
- 吸収…敵のHPまたはMPを吸収する。
- 即死…敵のHPにかかわらず一撃で倒すことができる。
- 消滅…敵を消し去ることができる。
- 自爆…自分が気絶して敵を攻撃する、または味方全体を回復する。
- 効果不明…使うたびにさまざまな効果が発動する。

## 設定

### ストーリー
4000年周期でそれまでの種族が消え去り、新たなる種族が栄える世界が舞台。今までダナン神族、水棲族、爬虫類族、巨人族が生まれ、その姿を消してきた。そして今、人間族の時代が4000年を迎えるまであと16日となった。残された人類には何が出来るのか。シオンは師の行方と仇敵スルトを追うべく天空に向かい、サーレントは生と死の間を行き来し、リザは世界の汚染を浄化するべく各地を駆け巡る。また、デューンもやがて訪れる自身の使命も知らず、トレジャーハンティングに精を出して世界を駆け巡る。

### 種族
ダナン神族
最初に生まれた種族。非常に長命で、類なき知恵を持ち、言霊を開発した。さらに生涯に一度、他の物や生物と同化できる力を持つ。また、ある一人のダナン神族はメイファに心を惹かれ、救世主の生誕を早めるべく4000年前にバイオタンクを製造している。ルドラの名は不明。
水棲族
ダナン神族を滅ぼして栄えた種族。大海原を自由に行き来し、言霊をさらに発展させた。「ダシ」を語尾につけてしゃべる。ルドラの名はカダル。
ハ虫類族
水棲族を滅ぼして栄えた種族。好戦的だが武士道を尊ぶ志高き種族。言霊技術は衰えた。「ゴザル」口調でしゃべる。ルドラの名はラズム。
巨人族
ハ虫類族を滅ぼして栄えた種族。あらゆる環境に耐えうる強靭な肉体を持ち、物質文明をさらに発展させ、多くの武器・防具が開発された。仲間同士の争いを始めた種族である。ルドラの名はアビリジャ。
人間族
巨人族を滅ぼして現代に栄華を極めている種族。最初の2000年で物質文明を頂点まで発展させたが、ある人物がバイオ・タンクを悪用し甚大な環境汚染を引き起こす。その後の2000年で言霊技術を発展させてきている。ルドラは四勇者でもあるハウゼン。
作中では人間族を滅ぼし次なる種族の祖となるべきルドラも誕生するが、役目を果たすことなくシオン一行に倒される。種族名・ルドラの名前も判明していない。

### 用語
ルドラ
4000年ごとに現れ、それまで繁栄していた種族を消し去り新たなる種族を作り出すとされている生物。巨人族を作ったのは巨人族のルドラ、などの認識が一般的。新たなる種族に適合した姿をしている。
ジェイド
本来は人の手にあってはいけない秘宝。ルドラがその身に宿しているとされ、ルドラ以外の生物が触れた途端に暴走又は石化してしまう。ルドラの秘宝の主人公四人は何かしらの事情でこのジェイドが体内に埋まってしまうことになるが、ルドラではないにもかかわらず暴走などの副作用を受けない。
ラゴウ石
ルドラが現れ、また戻っていく謎の巨大石版。構成している石自体が不可思議な鉱石でもあり、研究が進められている。ミュンヒ博士が命名。

### 乗り物
ボート
テント付のボート。海や狭い川も通れ、島や水辺のある山などにたどり着ける。操作は出来ない。
定期船
違う大陸へ向かうのに使用。
反重力列車ファクシ（Facsi）
天空の大陸を結ぶ唯一の移動手段。ダナン神族が融合している。
ヘグ（Heg）
水棲族の海の守り神とも称される巨大生物。海中を自由に動ける。プレイヤーが自由に操作できる唯一の乗り物。
方舟（an Ark）
ダナン神族が作ったとされる天駆ける船。この時代ではラミレスの物で、彼以外は操縦できないが、デスジェイドを入手したデューンとその相棒キッドも操縦可能になり、盗まれてしまう。ファクシと同様にダナン神族が融合しており、その名はブラズニルという。潜水パーツを取り付けることで潜水可能になり、ジェイドの力でエンジンの出力を上げることで大気圏離脱が可能になる。ヒーリング装置もあり、デューンの章では拠点となる。

### ルドラ十神宝
次種族の始祖となるルドラは本来、以下の6つの武具と主人公達が身に宿す事になるライフジェイド、リバイブジェイド、ホーリージェイド、デスジェイドの4つを付けて初めて完全体となる。また、これらをルドラ十神宝と呼ぶ。
- アポカリプス（大剣）
- キングズアーマー（戦士用鎧）
- クイーンズコート（衣）
- パワーシールド（盾）
- サイコシールド（小盾）
- フールシューズ（靴）

## 登場人物
名前の後ろに「※」印が付いているキャラクターは、戦士系に属しており、戦闘中に「防御」を行なうことで、次のターンの武器攻撃で与えるダメージを2倍にすることが可能。

### 主人公
4人の主人公はゲーム開始時のみ名前変更可能。
シオン※（Sion）・ライフジェイド所持者
シオンの章主人公。クリューヌ王国の兵士で魔物ハンターでもある剣士。師ターレスに剣の稽古をつけてもらっていたが、ターレスはとある任務で旅に出たきり失踪してしまう。1年後、「武人の塔」なる武術大会を制しターレスの後継者となるべく、シオンは修行を続けていた。ジェイドは右目に宿る。ちなみに月給は100ラグである。18歳。
使用武器は剣・大剣・曲がった刀（曲刀）。
最終ボス戦の内容がシナリオ展開で変化する。
サーレント（Surlent）・リバイブジェイド所持者
サーレントの章主人公。トール火山に住む予言者ソロンを師匠に持つ言霊師。理知的な見た目通りに性格は冷静だが、優しさも持っている。ソロンの予言にて自身がルドラやラゴウ石に関わる事を知り、調査に乗り出す。ハ虫類族のルドラ「ラズム」に襲われ一度死亡し、生と死の間を行き来しながら過酷な運命に翻弄される。ジェイドは体内に宿ったとされるが、どこであるかは作中では語られていない。20歳。
使用武器は杖・ナイフ・ブーメラン。
最終ボス戦の前の選択肢によるシナリオ分岐がある。
リザ（Riza）・ホーリージェイド所持者
リザの章主人公。辺境の町カーンで育った僧侶ゼクウの孫娘。生まれながらに額にジェイドが宿っていた。まだ赤ん坊の頃に世界を浄化する旅に出てしまった母親を追うために、そして未だなされていない世界の浄化を進めるために旅に出る。ホーリージェイドの力で動物等の言葉が理解できる。バベルの街の兵士たちとの戦闘を「軽い運動」と言い切るなど、武術にもそれなりに通じる。17歳。
使用武器は杖・レイピア・弓。
デューン（Dune）・デスジェイド所持者
上記の3人のシナリオを全てクリアすると出現する、デューンの章主人公。相棒のキッドを従えるトレジャーハンターを名乗る男。各地の遺跡に現れては素早い身のこなしでお宝を奪い取ってしまう。上記3人のシナリオでは主人公達の邪魔をしたり、協力関係になるなど様々な立場にある。シオンパーティから「遺跡あらし」と呼ばれる。その行動には何かの理由があるらしい。ジェイドは左手の甲に宿る。19歳。
使用武器はナイフ・ライフル・マシンガン・ボウガン。
「デューン」の名は本作の開発を行った旧・スクウェア大阪開発部がかつて製作した『時空の覇者 Sa・Ga3 [完結編]』の主人公と同じである。

### 各パーティー
各編の主人公のパーティーキャラだが、最終章デューンの章には参加しない。
シオン編パーティー
フォクシー（Foxy）
東の大陸の大富豪エレミア家の令嬢。スナッチャー。戦闘においての実力も有名。18歳。
使用武器はナイフ・鞭。
テュール（Ture）
天空から来た巨人族の魔術師。体格に似合わず律儀な性格。18歳。
使用武器はメイスのみ。
ラミレス（Ramileth）
天空に住むダナン神族の王。知識豊富な老人。200歳。
使用武器は杖・ボウガン。
サーレント編パーティー
レギン（Legin）
ミュンヒ博士の助手を務める遺跡探索ナビゲーター。実家はカスタギア研究所。19歳。
使用武器はナイフ・ライフル・マシンガン。
ソーク※（Sork）
サーレントと共にソロンに教えを学ぶ用心棒。元クリューヌ王国兵でターレスの友人。30歳。
使用武器は剣・大剣・曲刀。
ロロ（Lolo）
ルドラを崇める教団に連れ去られた記憶喪失の子供。ダナン神族の末裔。10歳。
使用武器は杖・弓・ボウガン。
リザ編パーティー
ガーライル※（Garlyle）
バベルの街で悪徳市長に対抗している少年レジスタンスのリーダー。リザに一目惚れする。18歳。
使用武器は剣・ライフル・マシンガン。
ピピン（Pipin）
ラズムを復活させるため、復活薬を持って前世の隠れ里からロロと共に抜け出したハ虫類族の子供。自称「爬虫類のプリンス」。12歳。
使用武器は爪・ナイフ。
マリーナ（Marina）
海の守り神「ヘグ」の卵を孵化させる使命を担う水棲族の神官。15歳。
使用武器は槍・杖。
デューン編パーティー
シオン

サーレント

リザ

### サブキャラクター
ダグ（Dong）
クリューヌ城に通っている少年。シオンのことをアニキと呼んで慕っている。ちなみに、教会へ行くとダグの手作り占いというものが試せる。16歳。
ロスタム※
シオンの友人の戦士。ターレスの代理を務めている。スルトに殺されるが、ゴモラによってガフの間に体を保存されサーレントが後に彼の体を使用することになる。サーレントがロスタムの体を使用している間は、戦士系の特性が得られる。
サーレントがこの体を使用しているときに使える武器は剣・大剣・曲刀。
ヒューイ
シオンの友人の言霊師。ロスタムと一緒にターレスの代理を務めている。ロスタムと共にスルトに殺され、同様にゴモラに体を保存されサーレントが後に使用する。
サーレントがこの体を使用しているときに使える武器はナイフ・杖。
ターレス
シオンの師匠で、クリューヌ兵士団の隊長。使命を帯びてルドラ教団を追っていったまま、行方不明になる。
ミラー牧師
小さな教会で身寄りのない子供たちを育てている牧師。実は武術に長けている。
導師ゾラ
言霊山に住む占い師で、言霊四天王の一人。冥界へのワープゾーンを守っていたが、ルドラ教団のラーヴァナ達に襲撃されピンチに陥る。
スルト
生き残りの巨人族で、ジェイドを入手して巨人族の復活を企んでいる。シオンにとっては仲間の仇敵。
エレミア
フォクシーの父で、東の大陸に大きな洋館をかまえて住む。デューンに聖杯を盗まれる。
ミュンヒ博士
ラゴウ石研究所の博士で、サーレントはミュンヒの下で研究を手伝っている。ラズム復活の折に殺害される。アクアとは旧知の仲。
ミーミル（Miemyl）
ミュンヒ博士の娘で、レギンのいとこであり幼馴染み。父の助手をしていたり、伯父のカスタギア博士が経営している港町オリアブの「カスタギア雑貨店」で働いている。19歳。
予言者ソロン
言霊四天王の一人。サーレントとソークの師匠でトール火山のワープゾーンを管理しているが、サーレントの肉体を奪ったクルガンに殺される。
僧侶ゼクウ
言霊四天王の一人。リザの祖父でカーンの町の創設者。冥界へ通じる通路、ヌカイを管理している。
アクア
聖域の森で修行を行っている言霊師。実はリザの母であることが最期に判明する。
ソーマ
聖域の門の長、風の言霊に精通している他、手裏剣による攻撃も得意とする。
言霊師カーラ
言霊四天王の一人。古代遺跡ルーネで冥界へのワープゾーンを管理している。地属性を始めとして、様々な属性の言霊を操る。
クルガン
人工島バベルで綺麗な空気の代わりに高い税金を取っている悪徳市長。リザに倒されるが、死後もハウゼンの元で悪事を働く。
言霊伝道師のお姉さん
主人公たちの行く先々で言霊を教えてくれるお姉さん。話しかけたパーティーによって態度と反応が異なる。
キッド（Kid）
デューンの相棒。自らの職業である「トレジャーハンター」が言えないなどどこかヌケている。17歳。

### 四勇者と配下
メイファ
北の大陸の東側にある湖の上空に存在する女神像内におり、リザを月へと導く。ダナン神族のラウメーンに好かれる。陽の言霊が得意。
サイゾウ
シオンに似た剣の達人であり、戦いを好む気質を持つ。月には本体が存在する。
ハウゼン
もとは4勇者の一人であり、人間族のラゴウ石に封印されているルドラであるが、人間種族の滅亡を企てる。風の言霊が得意で、月に本体が存在する。
ミトラ
かつてハウゼン、サイゾウ、メイファと共に戦士ビルシャナに導かれ、宇宙からの侵略者"全てを無にかえる存在"と戦った四勇者の一人。侵略者から故郷の星を守る為、強い生物を生み出すために滅亡と再生のプロセスを作り出し、種族の進化を操作してきた。四勇者の中でも抜きん出た力の持ち主で、ジェイドを持たない生き物は出会うだけで体が焼き尽くされるという。風の言霊を始め、あらゆる技を繰り出す。
ゴモラ
ミトラの命に従い、冥界のガフの間で滅亡と再生のプロセスを管理している。破壊と再生をもたらすルドラの生みの親。ハウゼンと戦うことを決めたサーレントにロスタムとヒューイの体を与えた。陰の言霊が得意。
ソドム
ミトラが作り出した兵器であり、月に存在している。4000年ごとに、次世代の種族の繁栄のために前世代の種族を滅ぼす「破滅の光」を放つ。水の言霊が得意。

### ダナン四神
主にシオン編で重要な位置を占める。
ディヤウス
風の属性を持つ。魔を打ち滅ぼし者（シオン）を待つ。聖剣の解放と共に現れる。世紀末の魔物「ヨーギ」をジグムンド氷山に封印した。
預言者オプシス
水の属性を持つ。真実を解き明かす者（サーレント）を待つ。ギリシャ語で「顔」という意味を持つ。
念者モンジュ
雷の属性を持つ。清める者（リザ）を待つ。重要なイベント毎に鳴る「破滅の鐘」の管理をしている。世紀末の魔物「大岩バドラ」をギャラルトンネルに封印した。
星魔導師マユラ
陽の属性を持つ。秘宝を手に入れし者（デューン）を待つ。女性の姿をしていて、天体を操る言霊に長ける。

## 移植版
| No. | タイトル     | 発売日        | 対応機種 | 開発元               | 発売元                 | メディア                              | 型式 | 備考 | 出典        |
| --- | ------------ | ------------- | -------- | -------------------- | ---------------------- | ------------------------------------- | ---- | ---- | ----------- |
| 1   | ルドラの秘宝 | 2011年6月7日  | Wii      | スクウェア大阪開発部 | スクウェア・エニックス | ダウンロード （バーチャルコンソール） | -    |      | [ 3 ]       |
| 2   | ルドラの秘宝 | 2015年12月2日 | Wii U    | スクウェア大阪開発部 | スクウェア・エニックス | ダウンロード （バーチャルコンソール） | -    |      | [ 4 ] [ 5 ] |

## スタッフ
- ディレクター：井出康二
- シナリオ：井出康二（シオン、デューン）、河原勝吉（サーレント）、京念秀史（リザ）
- フィールド・プラン：京念秀史、八木正人、岡勝、奥谷雅司、いけがみひろし
- バトル・プラン：片岡正博、田中元陽、入口純子、吉岡加寿彦
- システム・プログラム：五藤聖高
- サウンド・プログラム：ITIKITI
- フィールド・プログラム：濱名貴史
- ツール&アシスト：藤井武夫、幸田政志
- バトル・プログラム：田中真吾、吉岡加寿彦
- エフェクト・プログラム：大西康成
- サウンド・エンジニア：川上泰弘
- 音楽：笹井隆司
- フィールド・グラフィック：壁雅弘、奥谷雅司、中原義介、佐野宏幸、金城昌枝
- モンスター・グラフィック：小島雄一郎、古川佳正、星野美枝子、足立純、池田教子
- オブジェクト・グラフィック：安田由紀、松本敏章、前田知美
- エフェクト・グラフィック：堀田千太郎
- イラストレーション：CROWD（雨宮慶太）
- スーパーバイザー：河津秋敏
- エグゼクティブ・プロデューサー：水野哲夫

## 評価
ゲーム誌『ファミ通』の「クロスレビュー」では合計31点（満40点）でシルバー殿堂を獲得、『ファミリーコンピュータMagazine』の読者投票による「ゲーム通信簿」での評価は以下の通り、23.9点（満30点）となっている。
| 項目 | キャラクタ | 音楽 | お買い得度 | 操作性 | 熱中度 | オリジナリティ | 総合 |
| 得点 | 4.0        | 4.0  | 4.0        | 3.8    | 4.0    | 4.2            | 23.9 |

## 関連書籍
ルドラの秘宝 公式ガイドブック 破滅と創造の書
アスペクト発行、1996年5月発売。ISBN 4-89366-518-9
楽しいバイエル併用 ルドラの秘宝 オリジナル・サウンド・ヴァージョン
ドレミ楽譜出版社発行、1997年4月発売。ISBN 4-8108-2695-3